# De 12 Divino
De 12 Divino (tetum Aldeia Doze Divino, deutsch Aldeia der zwölf Göttlichkeiten) ist eine  Aldeia in der osttimoresischen Landeshauptstadt Dili. Die Aldeia liegt im Südosten des Sucos Caicoli (Verwaltungsamt Vera Cruz) und entspricht im Territorium grob dem Stadtteil Borohun. In der Aldeia leben 1813 Menschen (2015).

## Lage

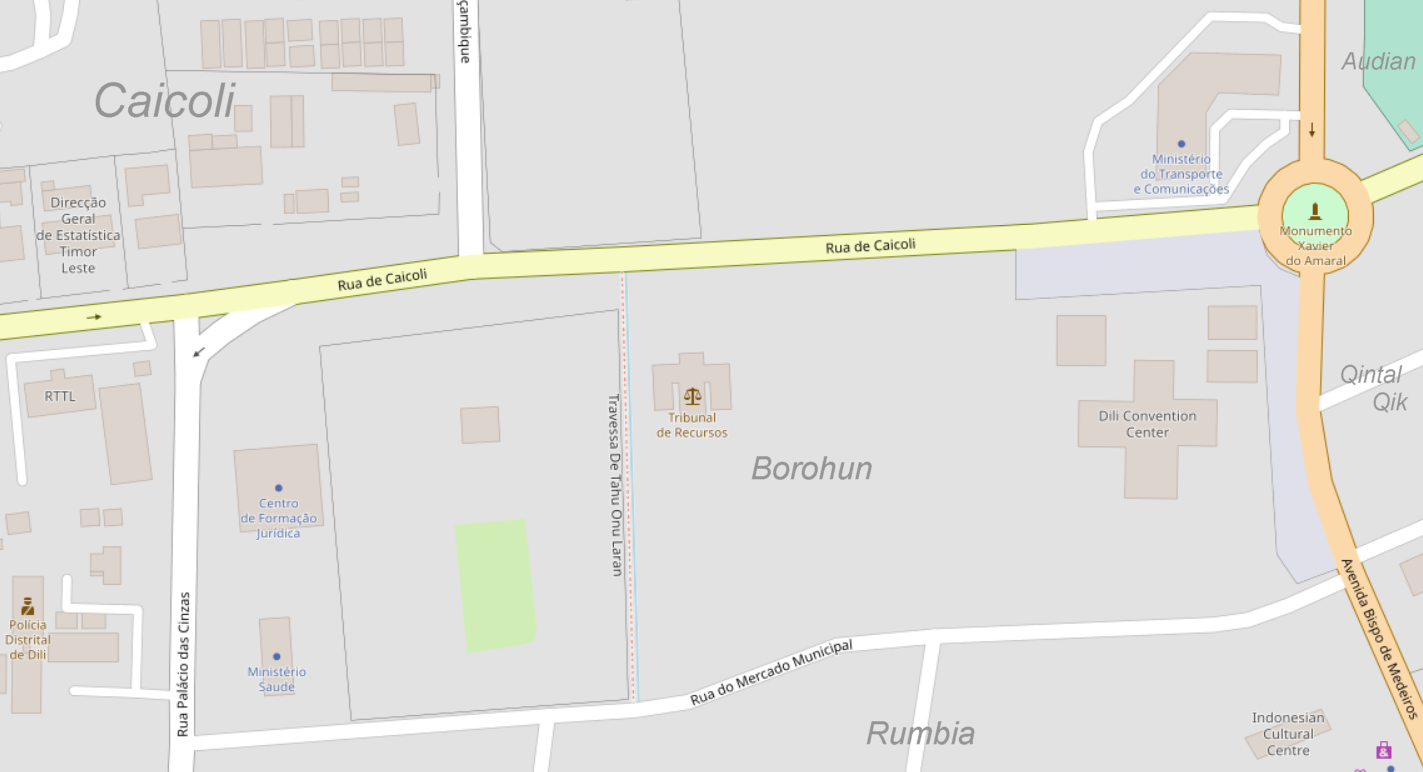
Straßenkarte von Borohun

Westlich der Rua Palácio das Cinzas liegt die Aldeia Tahu Laran, nördlich der Rua de Caicoli die Aldeia Centro da Unidade, östlich der Avenida Xavier do Amaral der Suco Santa Cruz und südlich der Rua do Mercado Municipal die Aldeia Sacoco.

## Einrichtungen
Den Osten von De 12 Divino nimmt nahezu vollständig das Gelände des Kongress- und Messezentrums ein, mit dem Gebäude des kolonialen Mercado Municipal in der Mitte. Bei der Gewaltwelle im September 1999 wurde bis auf die Vorderfront das gesamte Gebäude zerstört. Später baute man es wieder auf. Nahe dem Kongresszentrum steht der Sitz des Sucos Caicoli. An der Nordostecke der Aldeia liegt ein Kreisverkehr mit dem Denkmal von Francisco Xavier do Amaral, dem ersten Präsidenten Osttimors.
Nördlich des Zentrums der Aldeia steht das Tribunal de Recurso de Timor-Leste, das höchste Gericht Osttimors. An der Rua Palácio das Cinzas befinden sich ein Nebengebäude des  Gesundheitsministeriums  und das Juristische Ausbildungszentrum.